# Vladimír Dzurilla

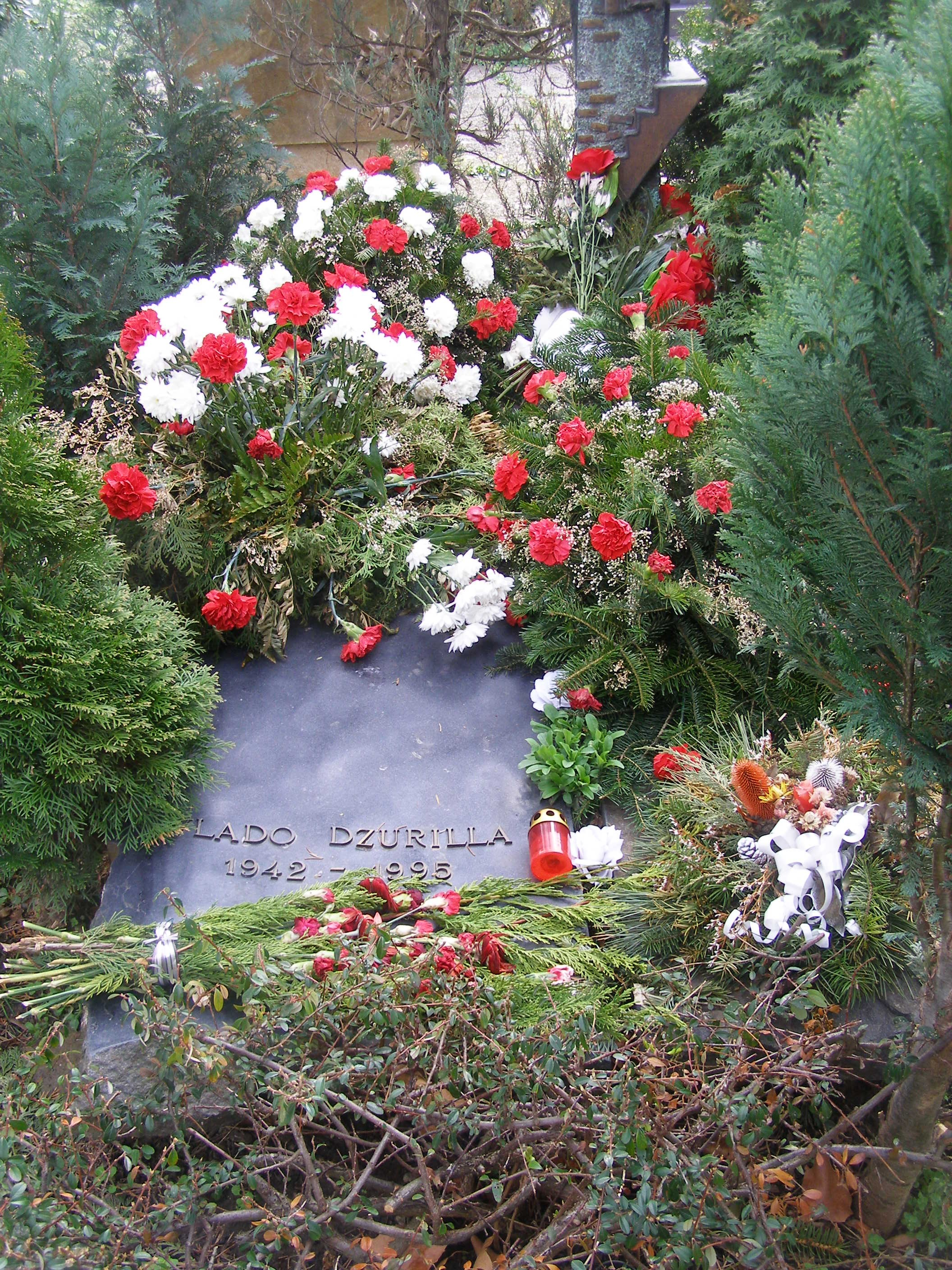
Hrob Vladimíra Dzurilly na hřbitově Slávičie údolie

Vladimír „Vlado“ Dzurilla (2. srpna 1942, Bratislava – 27. července 1995, Düsseldorf, Německo) byl slovenský hokejový brankář a trenér, reprezentant Československa.

## Klubový hokej
- HC Slovan Bratislava (1957–1973)
- Zetor Brno (1973–1978)
- EV Augsburg (1978–1979)
- SC Riessersee (1979–1982)

Po epizodních fotbalových pokusech začal v hokejové bráně poměrně pozdě – až ve třinácti letech. Nejdřív se šel přihlásit do Slovanu Bratislava, ale tam ho odmítli, zakotvil tedy ve Spartaku Kovosmalt Petržalka. Brzy svými výkony zaujal natolik, že si ho Slovan „zapůjčil“ nejprve na hostování. Poté za „dvacet hokejek a dvacet puků“ přešel Dzurilla do Slovanu natrvalo. Jeho tamní kariéra byla poznamenaná soustavným bojem o titul a přízeň diváků – nastávaly okamžiky, kdy Dzurilla, rozladěný nekritickým přístupem publika, odmítal v domácím prostředí Slovanu chytat. Závěr jeho bratislavské kariéry byl poznamenán soubojem o post týmové jedničky s Marcelem Sakáčem. Vedlo to až na úroveň disciplinárních řízení, protože oba brankáři odmítali chytat. Nakonec se Dzurilla s vedením Slovanu dohodl na bezproblémovém odchodu. Zájem o něj projevovala Sparta Praha, ZKL Brno a VSŽ Košice. Transakci poněkud ovlivnil Jiří Holeček, který měl namířeno do Sparty, takže Dzurilla počítal s tím, že přestoupí do Košic. Ale místní funkcionáři na poslední chvíli jeho služby odmítli, proto přijal nabídku Brna.
Dzurilla neměl tak velký pohybový rozsah jako například Holeček nebo později Hašek, svým stylem chytání se více blížil kanadsko-americkému pojetí. Nebál se odvážně vyjíždět z branky a zmenšovat střelecké úhly. Po několika zraněních (nejčastěji zásazích pukem do obličeje) se stal propagátorem používání brankářské masky.
V nejvyšší hokejové soutěži odchytal za 19 sezón celkem 571 zápasů.

## Reprezentace
Za reprezentaci Československa chytal poprvé na MS 1963 ve Stockholmu, startoval na osmi mistrovstvích světa a třech ZOH, z nichž se ročníky 1964 a 1968 hrály současně jako světový šampionát. Stal se mistrem světa a mistrem Evropy v letech 1972, 1976 a 1977. Na zimních olympiádách získal v roce 1968 stříbrnou a v letech 1964 a 1972 bronzové medaile. Na MS 1965 se stal nejlepším brankářem.
V roce 1971 byl vyřazen z reprezentace ve prospěch svého týmového kolegy Marcela Sakáče, ale dokázal se vrátit v dobré formě o rok později a získal titul mistra světa. V roce 1974 se oficiálně rozloučil s reprezentací, ale jeho výkony ho opět katapultovaly na špičku brankářských tabulek československé ligy a po Crhově zranění na OH 1976 byl opět povolán do reprezentace.
Dzurilla si zahrál také na Kanadském poháru v roce 1976, kde Československo ve finále podlehlo Kanadě. Především v zápase s Kanadou v základní skupině (1:0) podal heroický výkon, označovaný v mediích jako životní, a stal se miláčkem kanadského publika.[zdroj?] Bezprostředně po zápasu ho chtěly angažovat týmy NHL (Los Angeles Kings, Toronto Maple Leafs, Montreal Canadiens) i týmy WHA (Edmonton Oilers, Winnipeg Jets). S ohledem na svou formu byl ještě nominován na MS 1977 ve Vídni, pak definitivně ukončil reprezentační kariéru.
Za československou reprezentaci nastoupil 139krát.

## Trenérská činnost
Byl trenérem Brna, Slovanu Bratislava a EG Düsseldorf.

## Síň slávy
- 1998 člen Síně slávy IIHF
- 2002 člen Síně slávy slovenského hokeje
- 2010 člen Síně slávy českého hokeje

## Jiná ocenění
- zasloužilý mistr sportu (1965)[1]
- vyznamenání Za zásluhy o výstavbu (1972, 1976)[2]